# Livet efter Catwalk
Livet efter Catwalk är en svensk dokumentärfilm där bland andra Glada Hudikteatern medverkar. Filmen är en uppföljare till Catwalk – från Glada Hudik till New York och hade premiär på Viaplay den 4 juni 2024.

## Handling
I filmen berättas om vad som hände efter att Emma Örtlund och hennes vänner deltog i en visning med haute couture-klänningar på modeveckan i New York 2020. Bland annat håller Örtlund ett tal inför ett fullsatt Avicii Arena. Filmteamet följer också med när elever får se och diskutera den första filmen i skolan.

## Medverkande (i urval)
- Emma Örtlund
- Ida Johansson
- Kitty Jonsson
- Alexander Rådlund
- Nicklas Hillberg